# Пассалуроз
Пассалуроз — хроническая инвазионная болезнь (гельмитоз из гр. нематодов) кроликов и зайцев, вызываемая космополитами. Оксиурид, паразитирующими в толстых кишках. основными симптомы считают лихорадку, понос, истощение; летальность при лечении низкая. Срок развития пассалурусов от начала заражения до половой зрелости в толстых кишках составляет 18—26 суток, продолжительность их жизни до 70 дней. 
Для дегельминтизации кроликов применяют соль пиперазина или фенотиазином.